# Остаци старе цркве у Балабану
Остаци старе цркве у Балабану налазе се у насељеном месту Балабан, на територији Града Приштине, на Косову и Метохији. Представљају непокретно културно добро као споменик културе.
Балабан се налази северозападно од Приштине, на обали вештачког Батлавског језера. На гробљу поред обале језера, налазе се остаци једнобродне црквене грађевине са припратом, вероватно из 16. века. Како су зидови сачувани местимично и до висине од 1,5 метра, могу се уочити фрагменти фресака.

## Основ за упис у регистар
Решење Покрајинског завода за заштиту споменика културе у Приштини, бр. 977 од 29. 12. 1966. г. Закон о заштити споменика културе (Сл. гласник СРС бр. 3/66).